# Guatapé
Guatapé là một khu tự quản thuộc tỉnh Antioquia, Colombia. Thủ phủ của khu tự quản Guatapé đóng tại Guatapé Khu tự quản Guatapé có diện tích 69 ki lô mét vuông. Đến thời điểm ngày 28 tháng 5 năm 2005, khu tự quản Guatapé có dân số 5895 người.